# Gottlieb Schick

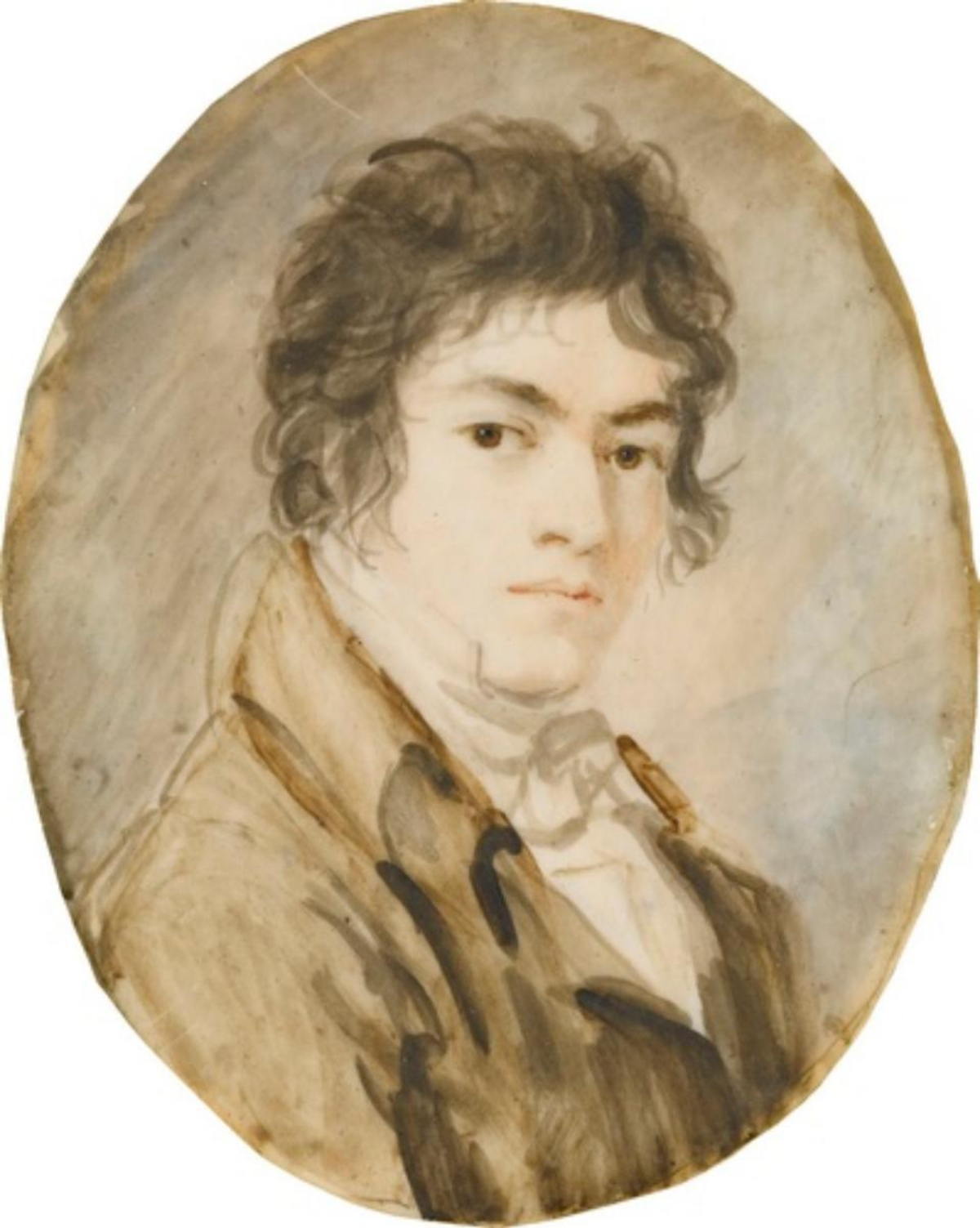
Autorretrato, hacia 1800.

Christian Gottlieb Schick (Stuttgart, 15 de agosto de 1776 - 7 de mayo de 1812 en el mismo lugar) fue un pintor alemán del Neoclasicismo. Sus cuadros de historia, retratos y paisajes tienen rasgos de tendencias románticas.

## Biografía
Nació en Stuttgart. Su padre era tabernero y sastre. Estudió en la Karlschule de su ciudad natal entre 1787 y 1794, recibiendo una formación humanista. Después fue alumno del pintor neoclásico Jacques Louis David en París, como uno de sus compatriotas el pintor Eberhard Wächter. A su vuelta de París, pintó en Stuttgart el que quizá sea su obra más conocida, el Retrato de Heinrike Dannecker. La modelo era la esposa de su amigo, el escultor Johann Heinrich Dannecker. Desde 1802 hasta 1811 estuvo en Roma, donde su pintura se vio influida por tendencias románticas. Gracias a Wilhelm von Humboldt, pudo conocer a los más destacados intelectuales de la época, como Ludwig Tieck, los hermanos Friedrich y August Wilhelm von Schlegel y Schelling.

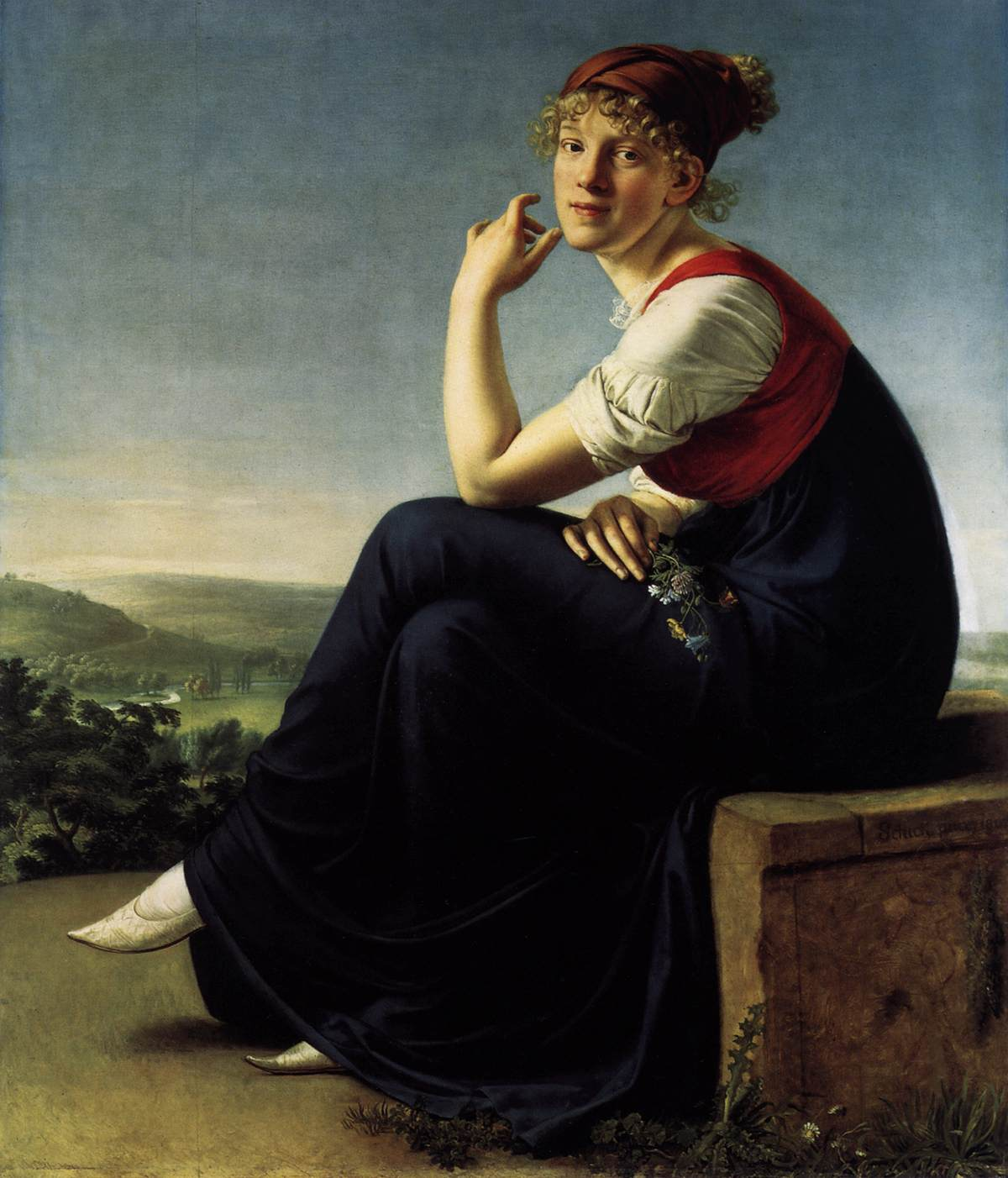
Retrato de Heinrike Dannecker, 1810.

Con Dannecker, es uno de los principales representantes del neoclasicismo suabo (Schwäbischer Klassizismus, Clasicismo Suabo). Son muy representativos sus retratos, de gran clasicismo. En su época romana retrató a las personalidades del ambiente cultural romántico. Alcanzó la fama con su Retrato de la hija de A. von Humboldt. No obstante, también cultivó otros géneros, como la pintura religiosa (escenas de la Biblia) y la mitológica, en un estilo cercano al de Mengs.

## Obras
- Retrato de Adelheid y Gabriele von Humboldt, h. 1800, Berlín
- San Sebastián, h. 1798-1802, Museo del Prado, Madrid, donado en 2015.
- Retrato de Heinrike Dannecker, 1802, Staatsgalerie, Stuttgart.
- Retrato de Wilhelmine von Cotta, 1802, Stuttgart, esposa de un editor de Tubinga.
- Apolo entre los pastores, Staatsgalerie, Stuttgart.